# Tom Nielsen
Tom Nielsen (Aarhus, 1970) es un arquitecto y profesor universitario danés.

## Biografía
Graduado en la Escuela de Arquitectura de Aarhus en 1996, alcanzó el doctorado en 2001 con una tesis sobre los espacios públicos de la ciudad contemporánea. Nielsen es profesor asociado en la misma Escuela de Arquitectura, donde enseña Urbanismo y Paisajismo y hace investigación sobre espacio público y desarrollos urbanos contemporáneos. Desde 2008, trabaja en el despacho Gehl Architects en proyectos de espacio público situados en Nueva Zelanda, Australia y Dinamarca. Previamente, colaboró con el estudio 'Transform', donde participó, entre otros, en la concepción del proyecto Hasle Bakker en Aarhus. Es autor de los libros Formløs (Sin forma, 2001) y Gode Intentions og uregerlige Byer (Buenas intenciones y ciudades díscolas, 2008), ambos publicados sólo en danés. Nielsen es miembro del comité de expertos del Premio Europeo del Espacio Público Urbano desde la edición de 2010.